# 七月九日縣 (聖胡安省)

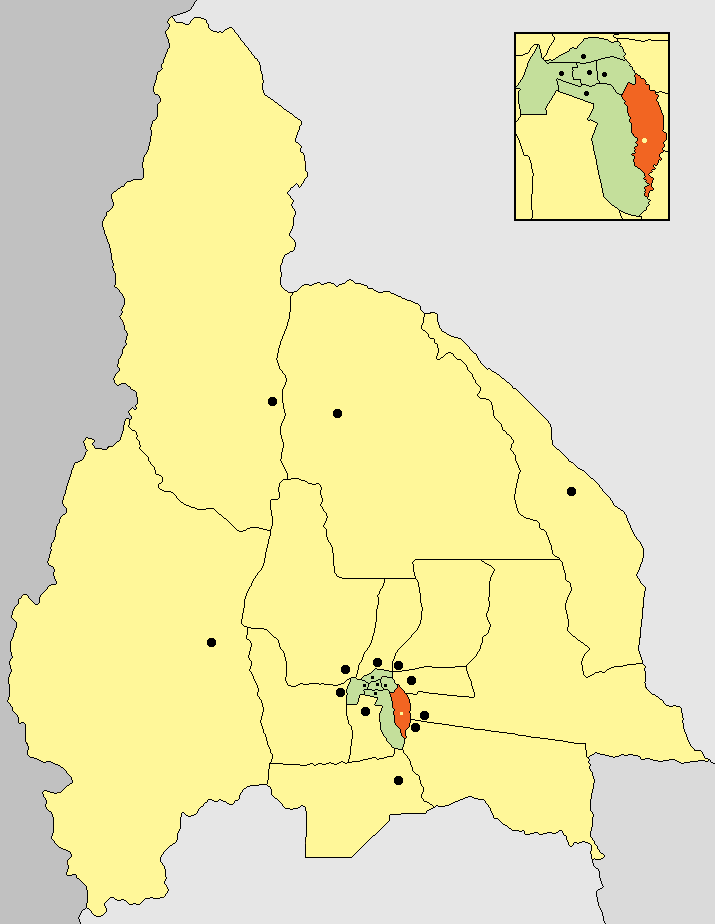

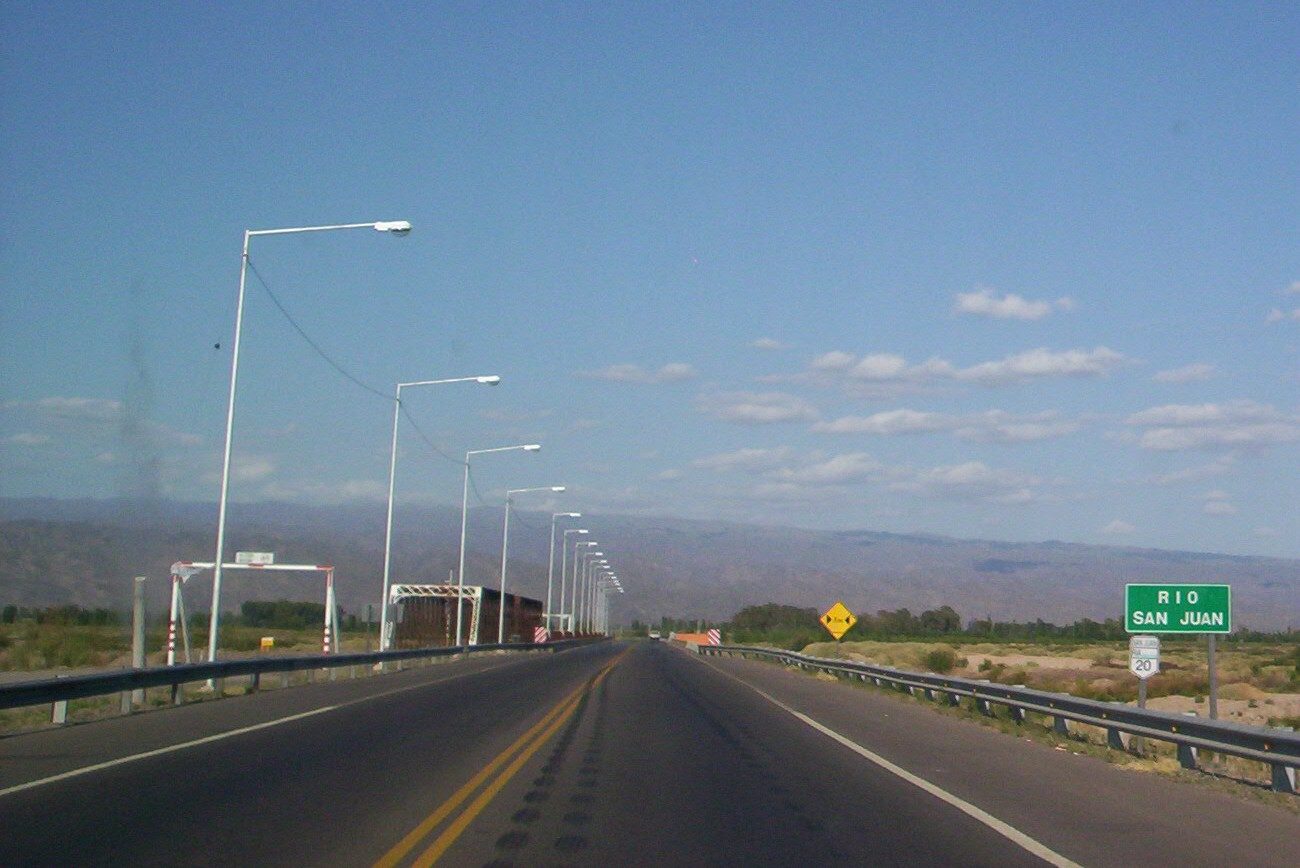

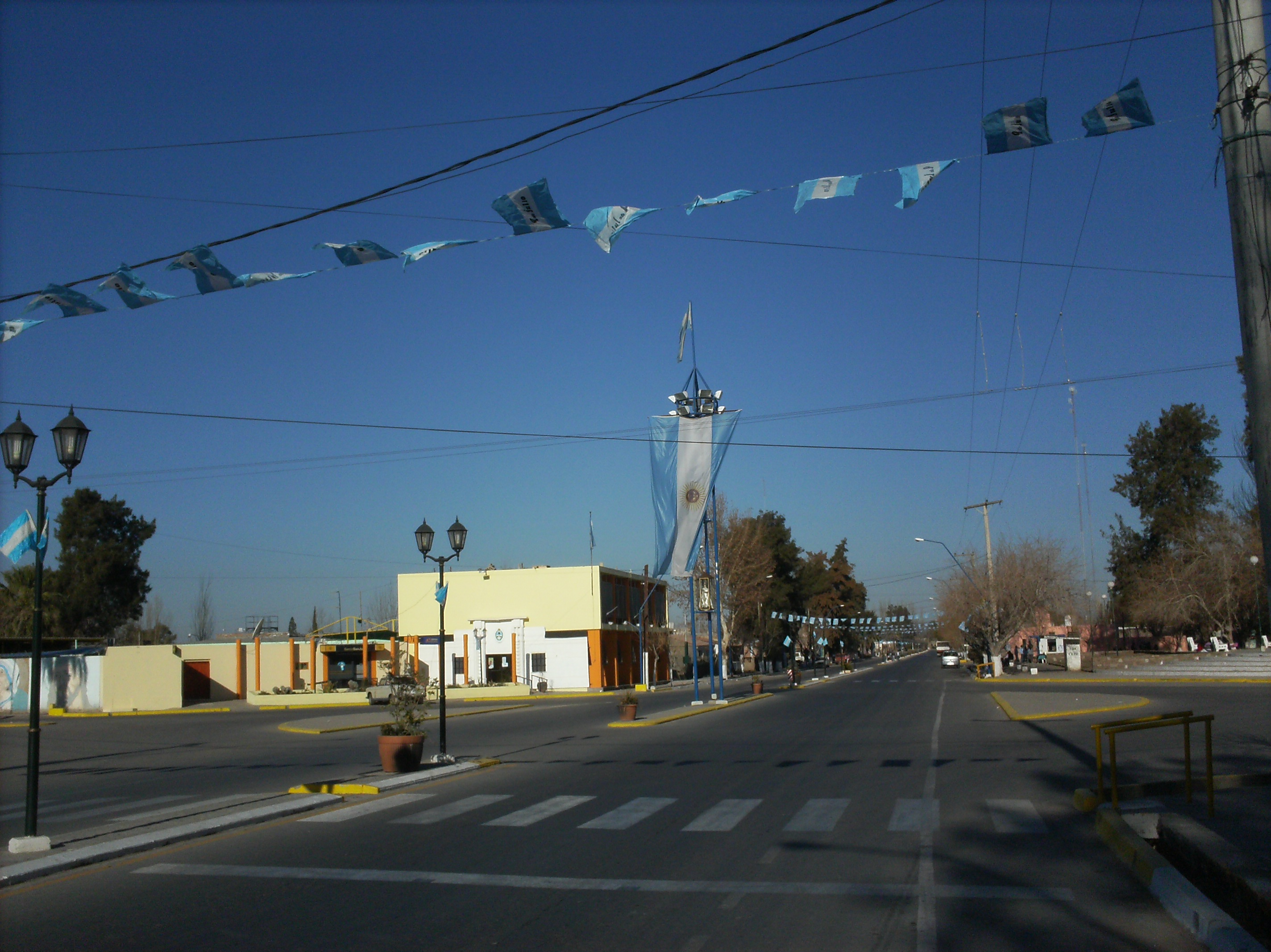

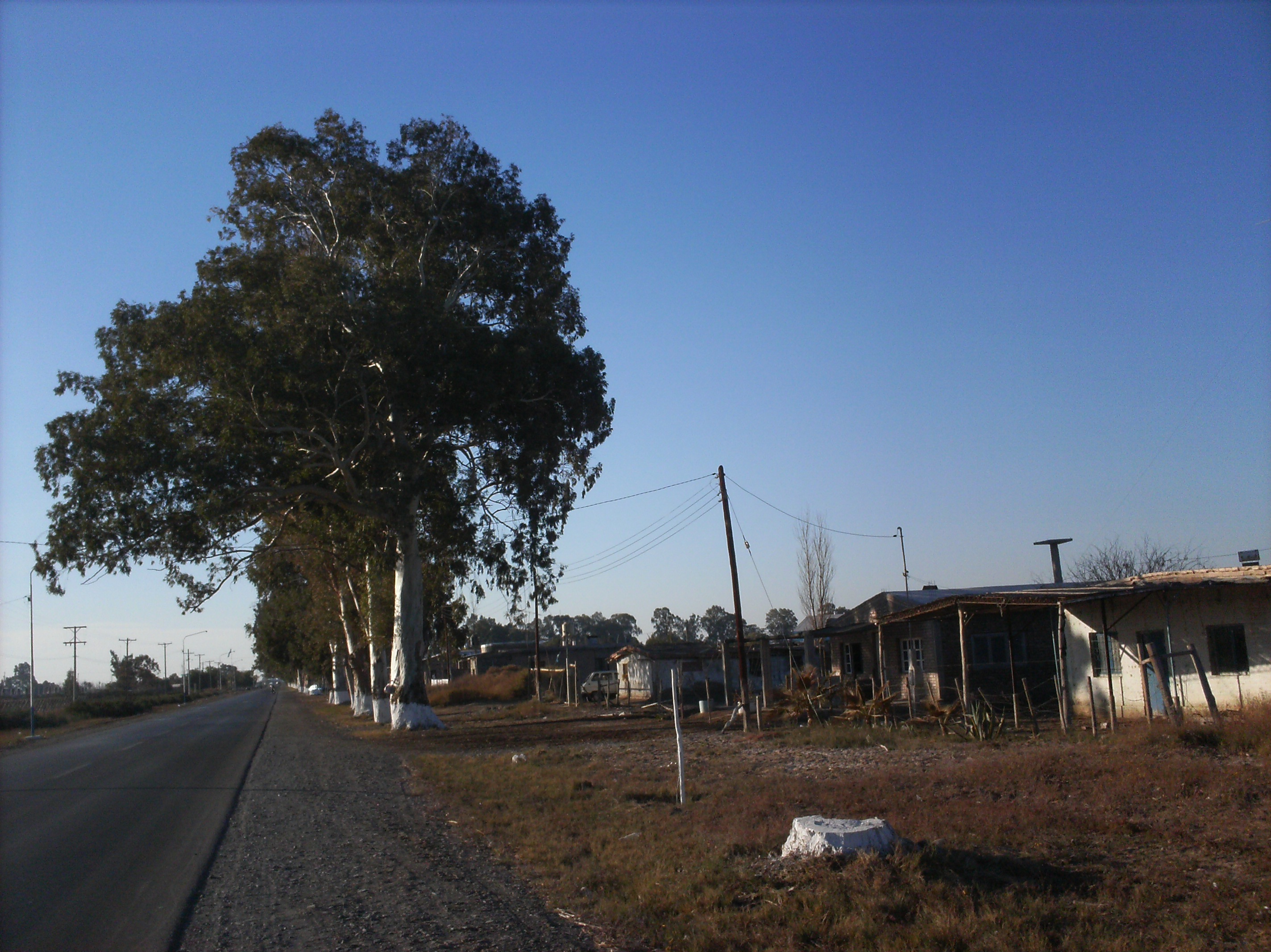

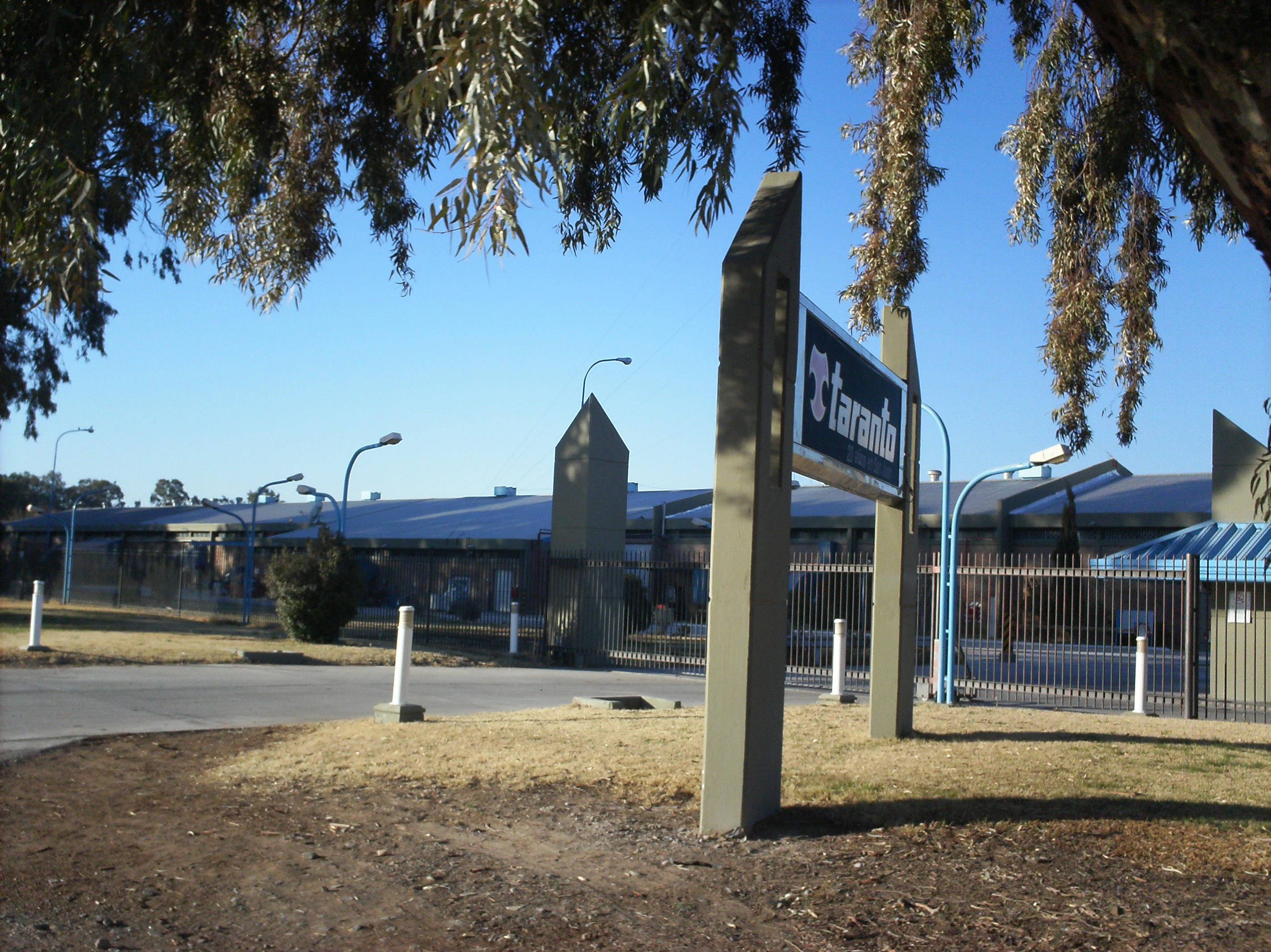

31°40′11″S 68°23′25″W / 31.66972°S 68.39028°W
七月九日縣（西班牙語：Departamento Nueve de Julio），是阿根廷的縣份，位於該國西部聖胡安省，首府設於七月九日鎮，距離聖胡安23公里，面積185平方公里，2010年人口9,312，人口密度每平方公里50.34人。